# میخائیل عطاالله
میخائیل جبرئیل (مایک) عطاءالله (به انگلیسی: Mikhail Jibrayil (Mike) Atallah) دانشمند رایانه لبنانی-آمریکایی و استاد برجسته علوم رایانه در دانشگاه پردو است.

## زندگی‌نامه
عطاءالله مدرک کارشناسی خود را در سال ۱۹۷۵ از دانشگاه آمریکایی بیروت دریافت کرد. سپس برای تحصیلات تکمیلی به دانشگاه جانز هاپکینز نقل مکان کرد و در سال ۱۹۸۰ مدرک کارشناسی ارشد و در سال ۱۹۸۲ مدرک دکترا را زیر نظر اس. رائو کوساراجو دریافت کرد. از آن زمان تاکنون عضو هیأت علمی دانشگاه پردو بوده است.
در سال ۲۰۰۱، عطاءالله یکی از بنیانگذاران شرکت آرکسان تکنولوژیز، ارائه‌دهنده نرم‌افزارهای ضد سرقت اینترنتی و ضد دستکاری بود و در سال ۲۰۰۷ مدیر ارشد فناوری آن شد.

## پژوهش
عطاءالله بیش از ۲۰۰ مقاله در مورد موضوعات الگوریتم‌ها و امنیت رایانه منتشر کرده است. تحقیقات الگوریتمی عطءاالله شامل مقالاتی در مورد هندسه محاسباتی موازی و پویا، یافتن تقارن‌های اشکال هندسی، الگوریتم‌های تقسیم و حل و محاسبات موازی کارآمد فاصله لونشتاین بین جفت رشته‌ها می‌شود.
تحقیقات جدیدتر عطاءالله در حوزه امنیت رایانه بوده است. کار او در این حوزه شامل تکنیک‌هایی برای نهان‌نگاری مبتنی بر متن و افزودن چندین نقطه محافظ در نرم‌افزار به عنوان یک اقدام ضد سرقت بوده است. 

## جوایز و افتخارات
در سال ۲۰۰۶، عطاءالله به دلیل «مشارکت‌هایش در محاسبات موازی و رایانش توزیع‌شده» به عنوان عضو انجمن ماشین‌های حسابگر انتخاب شد. او از سال ۱۹۹۷ عضو مؤسسه مهندسان برق و الکترونیک بوده است. پیش از این، او در سال ۱۹۸۵ جایزه محقق جوان ریاست جمهوری را از بنیاد ملی علوم دریافت کرده بود.